# Pegoscapus hoffmeyeri
Pegoscapus hoffmeyeri är en stekelart som först beskrevs av Grandi 1934.  Pegoscapus hoffmeyeri ingår i släktet Pegoscapus och familjen fikonsteklar. Inga underarter finns listade i Catalogue of Life.